# Эггесбонес
Эггесбонес (норв. Eggesbønes) — деревня, которая расположена в южной части города Фуснавог в коммуне Херёй в фюльке Мёре-ог-Ромсдал, Норвегия. Промышленная зона Эггесбонес, расположенная в южной части острова Бергсойя, имеет рыбацкую гавань и крупнейший в мире завод по переработке рыбы, которым управляет компания Mowi.
Район деревни расположен вдоль Херёй-фьорда, к северо-востоку от островов Фловер и маяка Фловер. Остров Гурскёй расположен за фьордом.